# Cryptops quadrisulcatus
Cryptops quadrisulcatus är en mångfotingart som beskrevs av Demange 1963. Cryptops quadrisulcatus ingår i släktet Cryptops och familjen Cryptopidae.
Artens utbredningsområde är Guinea.

## Underarter
Arten delas in i följande underarter:
- C. q. quadrisulcatus
- C. q. uncinulus